# Hjerkinn (stacja kolejowa)
Hjerkinn (nor: Hjerkinn stasjon) – stacja kolejowa w Dovre, w regionie Oppland, w Norwegii. Znajduje się na Dovrebanen, w pobliżu Parku Narodowego Dovrefjell. Stacja jest oddalona o 381,74 km od Oslo Sentralstasjon. Położona na wysokości 1017 m n.p.m. jest najwyżej usytuowaną stacją kolejową w Norwegii.

## Ruch pasażerski
Stacja obsługuje 6 połączeń dziennie z Oslo S i Dombås oraz cztery z Trondheim S.

## Obsługa pasażerów
Poczekalnia, wiata, parking na 5 miejsc,WC. Odprawa podróznych odbywa się w pociągu.